# Patrizia Moresco

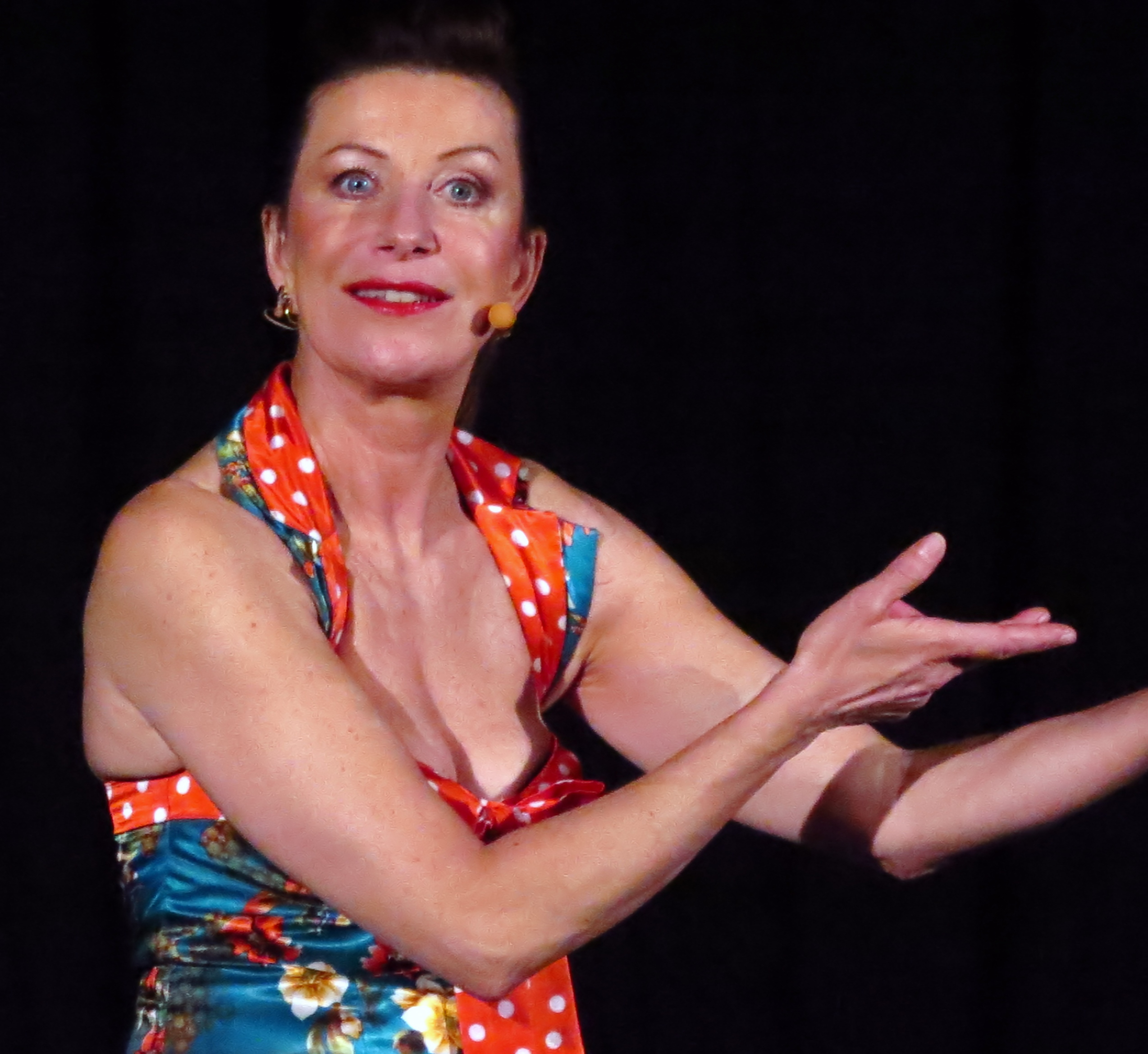
Patrizia Moresco, März 2012
in: Zu alt für Limbo, zu jung zum Sterben

Patrizia Moresco (* 10. August 1957) ist Comedienne, Kabarettistin und Schauspielerin.

## Leben und Wirken
Bereits ab 1979 war Patrizia Moresco in der Comedygruppe „Scherbentheater“ aktiv, ehe sie dann mehr als 18 Jahre lang als Frontfrau der Comedygruppe „Shy Guys“ durch ganz Europa, Amerika und Kanada tourte. Darüber hinaus führt sie für viele Kollegen, wie z. B. für Sissi Perlinger und Lisa Fitz die Regie.

## Comedy / Kabarett / Stand Up
- 1979–1987: Frontfrau des Scherbentheaters (Tourneen in allen deutschsprachigen Ländern, Europa, Amerika)
- 1987–1998: Frontfrau der Comedygruppe Shy Guys (Tourneen in allen deutschsprachigen Ländern, Europa, Kanada, Amerika)
- 1999: Soloauftritte, Moderation
- 2007–2012: Miss Verständnisse (Soloprogramm)
- 2009: Lappen weg - Frauen ohne Regeln (Komödie mit Gerburg Jahnke, Jutta Jahnke, Andrea Bongers und Patrizia Moresco)
- 2012–2014: Drei halbe Italiener - Chianti ist dicker als Blut (mit Patrizia Moresco, Heinrich del Core und Roberto Capitoni)
- 2011–2014: WAHN.SINN - Zu alt für Limbo zu jung zum Sterben (Soloprogramm)
- 2013–2016: BISSFEST - Dolce Vita im Sparschwein (Soloprogramm)
- 2014–2015: Weiberpower - Mixshow mit Sissi Perlinger, Patrizia Moresco und Lisa Fitz (Deutschlandtour)
- 2016–2019: Die Hölle des positiven Denkens (Soloprogramm)
- 2018–dato: Schlimmer die Glocken nie klingen (Solo-Weihnachtsprogramm)
- 2019–dato: Lach_mich (Soloprogramm)

## Film und Fernsehen
- 1985–1986 Hoffmansgeschichten - Serie SDR (Hauptcast)
- 1987–1988 Losberg - Serie 52 Folgen WDR (Hauptcast)
- 1996: Liebling, vergiss die Socken nicht -TV Movie Pro7 (Hauptcast)
- 1987: Wir vom Revier - Sitcom Pro 7
- 1987: Schools Out - Fernsehspiel ARD
- 1987 Liebesdienerin - TV Movie RTL
- 1997: Aimée & Jaguar - Kino
- 1997: Helden in Tirol - Kino (Hauptcast)
- 1997: Over the rainbow - Kino
- 1998: St. Pauli Nacht - Kino
- 1998: I love you Baby - Kino
- 1998: Südsee eigene Insel - Kino
- 1998: Ich bin kein Mann für eine Frau - ZDF Fernsehspiel (Hauptcast)
- 1998: Schöne Aussichten ARD Sitcom (Hauptcast)
- 1999: Todessünden
- 1999: Blondine sucht Millionär fürs Leben - ARD Fernsehspiel
- 1999: Doppelter Einsatz - Serie RTL
- 1999: Sankt Angela - Serie ARD (Episodenhauptrolle)
- 2000: Was nicht passt, wird passend gemacht
- 2001: Mehr als nur Sex - ZDF Fernsehspiel (Hauptcast)
- 2001: Verrückt nach Paris - Kino
- 2001: Mein Vater und andere Betrüger - ZDF Fernsehspiel
- 2001: Alphateam - Serie Sat 1 (Episodenhauptrolle)
- 2002: Ehespiele - ZDF Fernsehspiel (Hauptcast)
- 2002: Baltic Storm - Kino (Hauptcast)
- 2002: Claras Schatz - 2 Teiler ZDF (Hauptcast)
- 2002: September - Kino
- 2002: Bloch - Serie ZDF
- 2002: Die Cleveren - Serie RTL (Episodenhauptrolle)
- 2002: und die Braut wusste von nichts - Fernsehspiel ZDF
- 2003–2004: Der Heiland auf dem Eiland - Sitcom RTL (Hauptcast)
- 2003: Der Boxer und die Frisöse - Fernsehspiel ARD
- 2003: Eine verflixte Begegnung im Mondschein - TV Movie / Sat1 (Hauptcast)
- 2004: Weltverbesserungsmaßnahmen - Kino
- 2004: Intimzone Schwiegereltern - TV Movie Pro 7
- 2005: Margarete Steiff - Kino
- 2005: Nicht ohne meinen Schwiegervater - ZDF Fernsehspiel
- 2005: Doppelter Einsatz - Serie RTL (Episodenhauptrolle)
- 2005: Die Frau am Ende der Strasse - ARD Fernsehspiel
- 2005: Abschnitt 40 - Serie RTL (Episodenhauptrolle)
- 2005: 27 und noch Jungfrau - TV Movie Pro7
- 2006–2007: Angie - Sitcom RTL (Hauptcast)
- 2007: Die Frau, die im Wald verschwand
- 2007: Maddin in love - Sitcom Sat 1 (Hauptcast)
- 2007: In aller Freundschaft, Folge 346: Geliebte Gewohnheit - Serie ARD (Episodenhauptrolle)
- 2008: Tatort – Bittere Trauben (Episodenhauptrolle)
- 2009: Soko Wismar - Serie ARD (Episodenhauptrolle)
- 20010: Alles aus Liebe - ARD Fernsehspiel
- 2010 bis 2011: Anna und die Liebe - Serie Sat1
- 2012: Drei in einem Bett - TV Movie Sat 1
- 2012: Götter wie wir - Serie / Comedy ZDF
- 2014: Inas neues Leben - ZDF Fernsehspiel
- 2015: Es kommt noch beser - ZDF Fernsehspiel
- 2021: Toni Tortellini - Web Sitcom (Hauptcast)

## Auszeichnungen
- 2024: Kleinkunstpreis Baden-Württemberg (Lotto-Ehrenpreis)[1]